# نیروگاه هسته‌ای کاشیوازاکی کاریوا

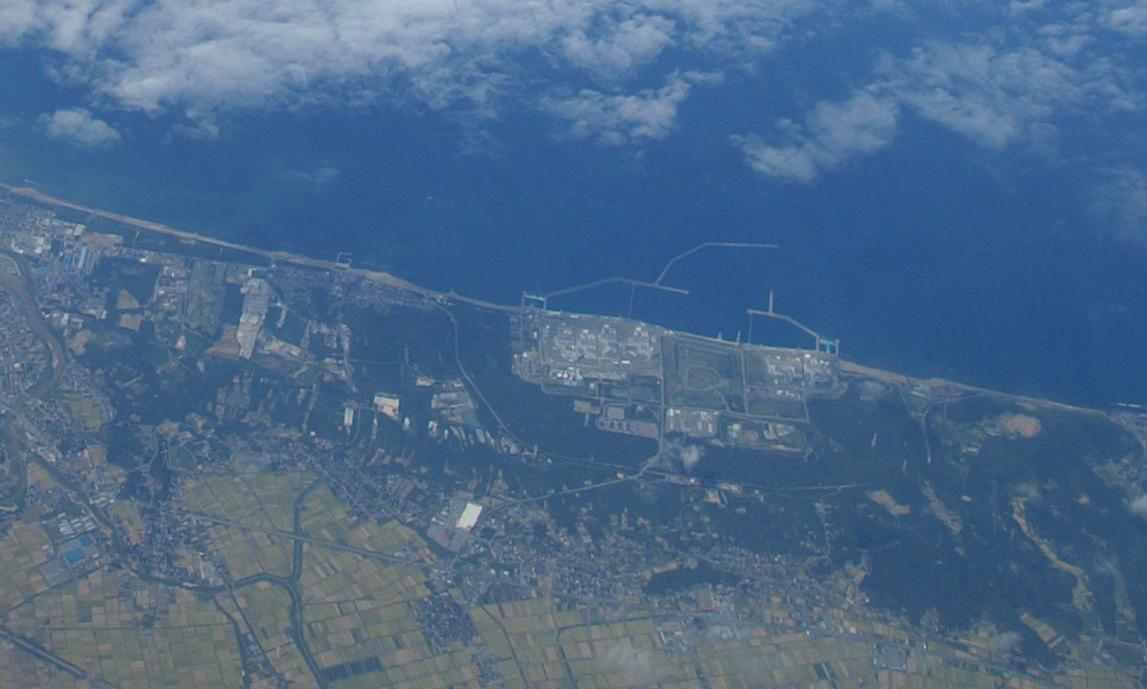
نیروگاه هسته‌ای کاشیوازاکی کاریوا از نمای بالا

نیروگاه هسته‌ای کاشیوازاکی کاریوا (به ژاپنی: 柏崎刈羽原子力発電所) (ژاپن، استان نیگاتا، در شهر کاشیوازاکی و کاریوا، تأسیس ۱۹۸۵)، یکی از نیروگاه‌های کشور ژاپن و بزرگترین نیروگاه هسته‌ای دنیا بود.
این نیروگاه هسته‌ای از نوع رآکتور آب جوشان با ظرفیت تولید ۸۰۰۰ مگاوات شامل ۷ رآکتور در زمینی به مساحت ۱۰۳۸ هکتار است. همچنین، این نیروگاه دارای اولین رآکتور آب جوشان پیشرفته که جزو جدیدترین رآکتورها در جهان است.
نیروگاه کاشیوازاکی کاریوا، شامل ۵ واحد رآکتور آب جوشان ۱۰۶۷ مگاواتی و ۲ رآکتور آب جوشان پیشرفته ۱۳۱۵ مگاواتی است.
این رآکتورها دارای سیستم‌های فیلتردار تخلیه گاز است تا مواد رادیواکتیو در هنگام خروج گاز و بخار از محفظه‌های رآکتورها در مواقع اضطراری کاهش یابد.

## مشخصات واحدها
|                    | رآکتور شماره ۱  | رآکتور شماره ۲  | رآکتور شماره ۳  | رآکتور شماره ۴  | رآکتور شماره ۵  | رآکتور شماره ۶                 | رآکتور شماره ۷                 |
| ------------------ | --------------- | --------------- | --------------- | --------------- | --------------- | ------------------------------ | ------------------------------ |
| نوع رآکتور         | رآکتور آب جوشان | رآکتور آب جوشان | رآکتور آب جوشان | رآکتور آب جوشان | رآکتور آب جوشان | رآکتور آب جوشان پیشرفته        | رآکتور آب جوشان پیشرفته        |
| قدرت نامی (مگاوات) | ۱۱۰۰            | ۱۱۰۰            | ۱۱۰۰            | ۱۱۰۰            | ۱۱۰۰            | ۱۳۵۶                           | ۱۳۵۶                           |
| قدرت عملی (مگاوات) | ۱۰۶۷            | ۱۰۶۷            | ۱۰۶۷            | ۱۰۶۷            | ۱۰۶۷            | ۱۳۱۵                           | ۱۳۱۵                           |
| شروع ساخت          | ۱۹۸۰            | ۱۹۸۵            | ۱۹۸۵            | ۱۹۹۰            | ۱۹۸۵            | ۱۹۹۲                           | ۱۹۹۳                           |
| سازنده رآکتور      | توشیبا          | توشیبا          | توشیبا          | هیتاچی          | هیتاچی          | هیتاچی، جنرال الکتریک و توشیبا | هیتاچی، جنرال الکتریک و توشیبا |

## زمین‌لرزه‌ها
وقوع دو زمین‌لرزه، یکی در تاریخ ۴ نوامبر ۲۰۰۴ و دیگری در ۱۶ ژوئیه ۲۰۰۷ میلادی سبب شد که برای مدتی فعالیت این نیروگاه متوقف شود. این نیروگاه اکنون خاموش و غیر فعال است.